# Imsee (See)
Der Imsee ist ein kleiner See im gleichnamigen Ort Imsee (Gemeinde Palting) im Bezirk Braunau am Inn in Oberösterreich.

## Allgemeines
Der Imsee befindet sich in der gleichnamigen Ortschaft Imsee im Gemeindegebiet von Palting, wobei er sich auf etwa 48,02° nördlicher Breite und 13,14° östlicher Länge befindet. Der See bildete sich am östlichen Rand des Salzachgletschers. Heute ist er größtenteils von landwirtschaftlich genutzten Flächen, aber auch teilweise von Waldflächen umgeben.
Der See befindet sich in Privatbesitz und steht unter Naturschutz. Nennenswerten Tourismus am See gibt es nicht, lediglich Angelfischerei wird ausgeübt.

## Einzugsgebiet und Wasserführung
Das Einzugsgebiet des Imsees beträgt 1,1 km². Er hat mehrere kleine periodische Zuflüsse, die jedoch nicht nennenswert sind. Hauptsächlich speist sich der See aus unterirdischen Wassereintritten aus der Umgebung. Seinen Abfluss bildet der Imseegraben, der nach 1 km Fließstrecke (die ca. zur Hälfte verrohrt ist) in die Mattig mündet, welche wiederum zum Inn entwässert. Nennenswerte Wasserspiegelschwankungen gibt es nicht.

## Besonderheiten
Da der Imsee eine erhebliche Nährstoffbelastung hat, schwanken seine Sauerstoffgehalte zeitlich und tiefenabhängig ungewöhnlich stark.